# حريش برغريني
حريش برغريني (الاسم العلمي:Lithobius peregrinus) هو نوع من المفصليات يتبع جنس الحريش من الفصيلة الحريشية.
لقب حريش يطلق أيضا على الثور و الحصان أحادي القرن و ام اربعه و أربعين هذا لقب يطلق على عائلة مشهورة وهي أسرة آل حريش الهاجري.